# Erysiphe pisi
Erysiphe pisi är en svampart. Erysiphe pisi ingår i släktet Erysiphe och familjen Erysiphaceae.  Arten är reproducerande i Sverige.

## Underarter
Arten delas in i följande underarter:
- cruchetiana
- pisi